# 居摂
居摂（きょせつ）は、中国、前漢の孺子嬰の治世に行われた年号。6年 - 8年。周公が摂政の地位につき、周の成王の職務を代行した故事から、王莽が皇帝代行であるという意味で「居摂」元年に改元した。

## 出来事
- 元年：宣帝の玄孫・劉嬰を立太子するも即位させず「孺子」と号し、王莽は皇帝の職務を代行する「摂皇帝」に就任。これに対し安衆侯劉崇が反旗を掲げるも失敗。
- 2年：東都太守の翟義が厳郷侯劉信を天子に立てて挙兵するが数ヶ月で失敗。
- 3年：11月に居摂3年を初始元年に改元。

## 西暦との対照表
| 居摂 | 元年 | 2年  | 3年  |
| 西暦 | 6年  | 7年  | 8年  |
| 干支 | 丙寅 | 丁卯 | 戊辰 |